# Paola Senseve Tejada
Paola Senseve (Cochabamba, 29 de marzo de 1987) es una escritora, poetisa y activista feminista boliviana.
Es ganadora del Premio Nacional de Poesía Yolanda Bedregal 2019, ganadora del II Premio Nacional de Escritores Nóveles de al Cámara del Libro y Petrobrás, y Premio Nacional de Literatura de Santa Cruz.

## Biografía
Paola Rocío Senseve Tejada nació el 29 de marzo de 1987, en Cochabamba, y en la actualidad radica en la ciudad de Santa Cruz de la Sierra. Estudió Psicología en la Universidad Privada de Santa Cruz de la Sierra (UPSA).
Senseve narra que su pasión por la literatura nació desde su adolescencia; así que en 2005, con 17 años, ganó el concurso de Cuento Breve del periódico El Deber, y un año después logró el tercer lugar en el concurso de literatura en la Expociencia en la Universidad Autónoma Gabriel René Moreno (UAGRM), en la categoría de cuento.
En 2008, durante la entrega del Premio Nacional Petrobras Noveles Escritores 2008, en el que Senseve logró el primer lugar con su obra Vaginario, Carlos Hugo Molina, investigador y autor del prólogo de la publicación ganadora, junto al jurado Ronald Méndez, destacaron la calidad literaria de Senseve, considerándola como una importante aportante a la literatura boliviana.

### Activismo feminista
En sus escritos, Senseve siempre destaca el rol de las mujeres tanto de su entorno especialmente familiar, como de su entorno social.
Durante la ceremonia de entrega del Premio Nacional de Poesía Yolanda Bedregal 2019, en el que ganó su poemario Codex Corpus, Senseve hizo una serie de apuntes en los que destacó las brechas, violencias e invisibilización que enfrentaron a lo largo de la historia - y aún enfrentan - las mujeres en la literatura en el mundo y en la región.

Algunos de estos apuntes señalaban:

- Hoy no estoy diciendo nada nuevo o inconexo. El mundo de la literatura es muy parecido al de la política o al de la ciencia.

- Es muy importante que el feminismo ocupe todos los espacios posibles para subsanar errores históricos grandísimos, como la invisibilización sistemática de autoras, pero también para concebir formas, nuevas y amplias, de pensamiento y producción fuera de la rigidez machista que ha posicionado una inevitable mediocridad (por exclusión) en cada aspecto de nuestras vidas.

- Considero que sí hay más y mejores oportunidades debido al esfuerzo político de las mismas mujeres que toman decisiones de leer y publicar a otras mujeres como una postura; pero todavía hay mucho ninguneo, mesas de debate y discusión académica y literaria que solo incluyen hombres, mayor número de publicaciones de autores que de autoras, mayor venta de libros escritos por hombres y más, más datos esclarecedores.

- Leer a escritoras mujeres, hoy, sigue siendo un acto político y subversivo.
- Cabe decir también que el machismo en la literatura, como en todo, siempre viene de la mano del clasismo y racismo, como bloques estructurales titánicos que cuesta desprogramar de las sociedades.

## Obra
- Vaginario (2008)
- Soy Dios (2011)
- Ego (2014)
- Codex Corpus (2019)

## Premios y reconocimientos
- Premio Nacional de Poesía Yolanda Bedregal (2019) por Codex Corpus.[8]
- Ganadora del II Premio Nacional de Escritores Nóveles de la Cámara del Libro y Petrobras (2008)
- Premio Nacional de Literatura Santa Cruz (2011)